# Dura mater

Localizarea durei mater la SNC

Dura mater este o membrană fibroasă groasă și foarte rezistentă, reprezentând membrana exterioară din cele trei membrane ale meningelui, care acoperă creierul și măduva spinării. Se află deasupra membranelor pia mater și arahnoida.